# Кох, Эмма
Эмма Кох (нем. Emma Koch; 12 ноября 1860, Майнц — 1945, Берлин) — немецкая пианистка и музыкальный педагог.
Дочь директора банка. В 1872—1876 гг. училась в Мюнхенской консерватории у Карла Бермана, затем занималась в Берлине под руководством Франца Ксавера Шарвенки. В 1883 и 1885 гг. совершенствовала своё мастерство у Франца Листа в Веймаре, затем непродолжительное время брала уроки у Ганса фон Бюлова.
Концертировала с 1880 г. на протяжении 30 лет, в 1883 г. дебютировала с Берлинским филармоническим оркестром. Гастролировала в России, Великобритании, Нидерландах, Бельгии, многих германских городах. Исполняла преимущественно музыку Людвига ван Бетховена, Фридерика Шопена и особенно своих учителей Шарвенки и Листа, в 1905 г. записала для роликов Welte-Mignon этюды Бетховена, Листа и Морица Мошковского. Выступала также как участница различных эпизодических фортепианных трио, в том числе с Иоганном Кристофом Лаутербахом и Фридрихом Грюцмахером, с Эмилем Соре и Генрихом Грюнфельдом.
В 1897—1923 гг. преподавала в Консерватории Штерна.
Погибла предположительно в апреле 1945 г. во время штурма Берлина советскими войсками.
Эмме Кох посвящены Три мазурки Op. 60 (1900) Морица Мошковского.